# 양주골 김성태
《양주골 김성태》는 1985년 9월 22일에 MBC에서 방영된 특집 드라마로, 한국인의 재발견 시리즈 중 일곱 번째 드라마다.
이 드라마는 한 개인의 일생을 다룰 때 미화하기 쉬운데 신격화를 배제함으로써 품격을 높였다는 평가를 받았다.

## 등장 인물
- 윤문식 : 김성태 역
- 김종엽
- 김무생
- 김수미
- 김해숙